# Harpacticus littoralis
Harpacticus littoralis är en kräftdjursart som beskrevs av Georg Ossian Sars 1910. Harpacticus littoralis ingår i släktet Harpacticus och familjen Harpacticidae. Arten är reproducerande i Sverige. Inga underarter finns listade i Catalogue of Life.